# Свабгава
Свабгава (санскр., від «sva» — власне і «bhāva» — природа, сутність), також відома як сабхава — означає в індуїзмі та буддизмі «власну природу», «невіддільне існування» людини чи речі.

## Індуїзм

### Бгаґавад-Ґіта
Термін вживається в Бгаґавад-Ґіті: «Краще власний закон дії [свадхарма], хай навіть недосконалий, ніж закон інших, хай навіть добре застосований. Людина не впадає в гріх, коли діє згідно із законом власної природи [свабгава]».
За словами Ауробіндо, «в природі кожен з нас має принцип і волю власного становлення; кожна душа є силою самосвідомості, яка формулює в собі ідею Божественного і тим самим скеровує свою дію та еволюцію, своє поступове самопізнання, своє різноманітне, але постійне самовираження, своє зростання, непевне на вигляд, але таємно неминуче, до повноти. Це наша свабгава, наша власна справжня природа; це наша істина буття, яка наразі знаходить лише постійне часткове вираження в нашому різноманітному становленні у світі. Закон дії, визначений цією свабгавою, є нашою свадхармою, правильним законом, згідно з яким ми формуємо себе, згідно з яким ми функціонуємо, працюємо».

## Буддизм

### Мадг'ямака
Поняття порожнечі (śūnyatā) є центральним у філософії Наґарджуни, засновника школи мадг'ямаки; для нього це порожнеча власної природи або сутності (svabhāva-śūnyatā). Значення терміна свабгава може, однак, змінюватися залежно від контексту. Зокрема, Чандракірті проводить розмежування відповідно до двох істин: з традиційної думки, свабхава речей існує (наприклад, тепло — це свабхава вогню, оскільки воно є незмінною властивістю), але з кінцевого погляду (парамартха) не можна стверджувати про існування чи неіснування свабхави.

### Свабгавіка
За словами Ежена Бурнуфа: «Школа свабхавіків — це школа філософів природи; але слово "природа" лише неповно передає те, що буддисти мають на увазі під свабхавою; вони вбачають у ній як природу, що існує сама по собі, абсолютну природу, причину світу, так і природу, притаманну кожній істоті, те, що становить те, чим вона є». Згідно з працями Брайана Хоутона Ходжсона, ця школа є найстарішою з відомих (1844 року) в Непалі.